# گورستان اسپیدژ
قبرستان اسپیدژ مربوط به دوران پیش از تاریخ ایران باستان است و در شهرستان ایرانشهر، بخش بزمان، روستای اسپیدژ واقع شده و این اثر در تاریخ ۱۰ دی ۱۳۸۱ با شمارهٔ ثبت ۶۷۴۵ به‌عنوان یکی از آثار ملی ایران به ثبت رسیده است.